# جراحة بالصور الموجهة
إن نظام الجراحة الموجهة بالصور يشير إلى مصطلح عام يصف أية عملية جراحية يقوم الجراح خلالها باستخدام أدوات جراحية يتم تتبعها من خلال الاستعانة بصور تم التقاطها قبل العملية الجراحية وأثناءها من أجل توجيه العملية في المسار الصحيح بشكل غير مباشر. وتكون معظم العمليات الجراحية الموجهة بالصور من أنواع الجراحات طفيفة التوغل. ومن المجالات الطبية الرائدة والمتخصصة في نظام الجراحة الموجهة بالصور طفيفة التوغل مجال الأشعة التداخلية.
تم ابتكار هذه التقنية في الأصل بهدف علاج أورام المخ ثم لاقت انتشارًا واسعًا عندما تم العمل بها واستخدامها في جراحة الجيوب الأنفية، حيث تساعد الجراحة الموجهة بالصور على تجنب حدوث أي تلف أو ضرر للمخ والجهاز العصبي خلال العملية الجراحية.
يُعد المسبار الجراحي المحمول باليد عنصرًا أساسيًا في أي نظام للجراحة الموجهة بالصور.و خلال العملية الجراحية، يتتبع نظام الجراحة الموجهة بالصور موضع المسبار، كما يعرض الإجراءات التي تتم على الجرح وعملية التشريح تحت المسبار، كأن يتم على سبيل المثال، عرض ثلاث صور متعامدة لمنطقة العمل على الجرح في نظام تصوير ثلاثي الأبعاد.و تستخدم الأنظمة الحالية للجراحة الموجهة بالصور، العديد من تقنيات التتبع المختلفة ويشمل ذلك تقنيات ميكانيكية وبصرية وفوق صوتية وكهرومغناطيسية.